# Acianthera pariaensis
Acianthera pariaensis là một loài thực vật có hoa trong họ Lan. Loài này được (Carnevali & G.A.Romero) Carnevali & G.A.Romero mô tả khoa học đầu tiên năm 2008.